# Santa Clara de Olimar
Santa Clara de Olimar è un comune dell'Uruguay, situato nel Dipartimento di Treinta y Tres.